# 合瀬宏毅
合瀬 宏毅（おうせ ひろき、1959年 - ）は、NHK解説副委員長であり、国際農業ジャーナリスト連盟に所属する農政ジャーナリストの会の前会長。担当分野は食料・農林水産・通商交渉である。アグリフューチャージャパン代表理事副理事長を経て、2022年アグリフューチャージャパン代表理事理事長。

## 来歴・人物
1959年佐賀県生まれ。1982年に山口大学経済学部卒業。NHK入局後鹿児島、名古屋などで勤務。NHKスペシャル、モーニングワイドを経て2022年4月より現職。
趣味・特技は、剣道・ゴルフ・カメラ片手に街歩きをすること。

## 出演番組
- あすを読む
- 時論公論
- NHKラジオ夕刊
- たべもの新世紀
- 巨大企業モンサントの世界戦略（後編） 遺伝子組換 バイオテクノロジ